# Reinaldo Varela
Pas d'image ? Cliquez ici
Reinaldo Varela, né le 17 avril 1959, est un pilote brésilien de rallye-raid.

## Palmarès

### Résultats au Rallye Dakar
| Année | Catégorie | Marque         | Position          | Victoires d'étapes | Copilote         |
| ----- | --------- | -------------- | ----------------- | ------------------ | ---------------- |
| 2014  | Auto      | Mitsubishi ASX | Abd. (6éme étape) | -                  | Gustavo Gugelmin |
| 2018  | SSV       | Can-Am         | 1er               | 5                  | Gustavo Gugelmin |
| 2019  | SSV       | Can-Am         | 3e                | 3                  | Gustavo Gugelmin |
| 2020  | SSV       | Can-Am         | 7e                | 1                  | Gustavo Gugelmin |
| 2021  | SSV       | Can-Am         | 5e                | 1                  | Maykel Justo     |

### Coupe du monde des rallyes tout-terrain
- troisième en 2015

### Résultats en rallye
- Vainqueur du Rallye de Curitiba en 1990
- Vainqueur du Rallye dos Sertões en 2000
- Vainqueur de la Baja d'Italie en 2013